# 春照村
春照村（すいじょうむら）は、滋賀県坂田郡にあった村。現在の米原市の東部、伊吹山の南麓、国道365号の沿線にあたる。

## 地理
- 山岳：伊吹山、岩倉山
- 河川：天野川、政所川

## 歴史
- 1889年（明治22年）4月1日 - 町村制の施行により、村木村・杉沢村・高番村・大清水村・藤川村・春照村・上平寺村の区域をもって発足。
- 1956年（昭和31年）9月1日 - 伊吹村・東浅井郡東草野村と合併し、改めて坂田郡伊吹村が発足。同日春照村廃止。

## 交通

### 鉄道路線
旧村域を東海道本線が通過していた。開業当初の東海道本線ルートには村域内に春照駅が存在したが、村制施行から3ヶ月後の1889年7月1日に同駅を経由するルートは廃止となり、近江長岡駅経由のルートに切り替えられた。それ以降、駅は設置されなかった。
また、現在は東海道新幹線が通過するが、当時は未開業。